# Отон ла Плен
Отон ла Плен (фр. Authon-la-Plaine) насеље је и општина у северном делу централне Француске у региону Париски регион, у департману Есон која припада префектури Етан.
По подацима из 2011. године у општини је живело 365 становника, а густина насељености је износила 34,47 становника/km². Општина се простире на површини од 10,59 km². Налази се на средњој надморској висини од 144 метара (максималној 157 m, а минималној 147 m).

## Демографија
| 1962. | 1968. | 1975. | 1982. | 1990. | 1999. | 2011. |
| ----- | ----- | ----- | ----- | ----- | ----- | ----- |
| 157   | 181   | 230   | 281   | 290   | 305   | 365   |

График промене броја становника у току последњих година